# Partei der nationalen Einheit (Myanmar)
Die Partei der nationalen Einheit (birmanisch တိုင်းရင်းသားစည်းလုံးညီညွတ်ရေးပါတီ, englisch National Unity Party) ist eine politische Partei in Myanmar, die sich sozialistisch ausrichtet.
Die Partei wurde von der Militärjunta am 24. September 1988 als Nachfolger der infolge des 8888 Uprisings aufgelösten Partei des sozialistischen Programms Myanmars gegründet, damit sie an den Parlamentswahlen am 27. Mai 1990 teilnehmen konnte. Da die oppositionelle Nationale Liga für Demokratie die Wahlen haushoch gewann, wurde das Ergebnis  jedoch nicht anerkannt. Vorsitzender der Partei war bis zu seinem Tod 2005 der ehemalige Offizier Thar Kyaw. Auf ihn folgte U Tun Yi, ehemaliger Oberbefehlshaber der myanmarischen Armee. Nach dessen Tod wurde 2014 Than Tin neuer Vorsitzender.
In den 1990ern neu organisiert durch das frühere Staatsoberhaupt Myanmars U Ne Win (1911–2002) und andere Mitglieder, hat die Partei der nationalen Einheit bei den kritisierten Wahlen im Jahre 2010 999 Kandidaten für die Sitze im nationalen und den regionalen Abgeordnetenhäusern aufgestellt. Im Unterhaus erhielt die aufgrund von ausgebliebenen Wahlen jahrzehntelang unbedeutende Partei trotz ihrer traditionellen Verbindungen zum Militär lediglich 12 der 325 Mandate, im Oberhaus 5 der 168 und im Parlament der Provinzen und Unionsstaaten 46 der 661 Mandate. Die von der Militärjunta massiv unterstützte neugegründete Union Solidarity and Development Party stellte hingegen 80 % der Abgeordneten, die demokratische Opposition etwa 10 Prozent.
Nach den freien Parlamentswahlen von 2015 verfügt die Partei nur noch über einen einzigen Abgeordneten im Oberhaus und keinen mehr im Unterhaus.